# Trichonotus blochii
Trichonotus blochii  (лат.) — вид лучепёрых рыб из отряда Trachiniformes.

## Описание
Тело удлинённое, округлое в поперечном сечении; в задней части несколько сжато с боков; покрыто циклоидной чешуёй. Рыло заострённое. Длина головы составляет 18—20% стандартной длины тела, а длина рыла составляет 25—31% от длины головы. Рот большой, косой; нижняя челюсть несколько выдаётся вперёд. Глаза направлены вперёд. Глаз сверху закрыт радужной оболочкой, состоящей из многочисленных удлинённых прядей. В спинном плавнике 5—7 жёстких и 43—46 мягких лучей. У самцов 4—6 жёстких лучей спинного плавника с удлинёнными выростами.  В анальном плавнике один колючий и 39—41 мягких лучей. Грудные плавники с 11—15 мягкими лучами. В брюшных плавниках 1 колючий и 5 мягких лучей. Боковая линия полная с 57—60 чешуйками, тянется вдоль середины тела; в задней части чешуйки имеют глубокие V-образные выемки. У самцов на хвостовом плавнике есть две чёрные полосы
Максимальная длина тела 14,3 см.

## Распространение
Распространены в восточной части Индийского океана и западной части Тихого океана у берегов Австралии от западной Австралии до Квинсленда включая прибрежные воды севера Австралии и залив  Карпентария.